# Gołogóry (gmina)
Gołogóry – dawna gmina wiejska w powiecie złoczowskim województwa tarnopolskiego II Rzeczypospolitej. Siedzibą gminy były Gołogóry.
Gminę utworzono 1 sierpnia 1934 r. w ramach reformy na podstawie ustawy scaleniowej z dotychczasowych gmin wiejskich: Gołogórki, Gołogóry, Kondratów, Majdan Gołogórski, Mitulin, Nowosiółki, Olszanica, Ścianka, Trędowacz i Zaszków.
Po wybuchu II wojny światowej okupowana przez ZSRR. W 1941 roku przejęta przez władze hitlerowskie, którzy włączyli ją do powiatu złoczowskiego w dystrykcie Galicja w Generalnym Gubernatorstwie. Tam gmina Gołogóry uległa zmianom granic, kiedy przyłączono do niej Lipowce i Łonie, należące przed wojną do gminy Przemyślany w powiecie przemyślańskim.
Po II wojnie światowej obszar gminy został odłączony od Polski i włączony do Ukraińskiej SRR w ZSRR.